# Jean Hillarion

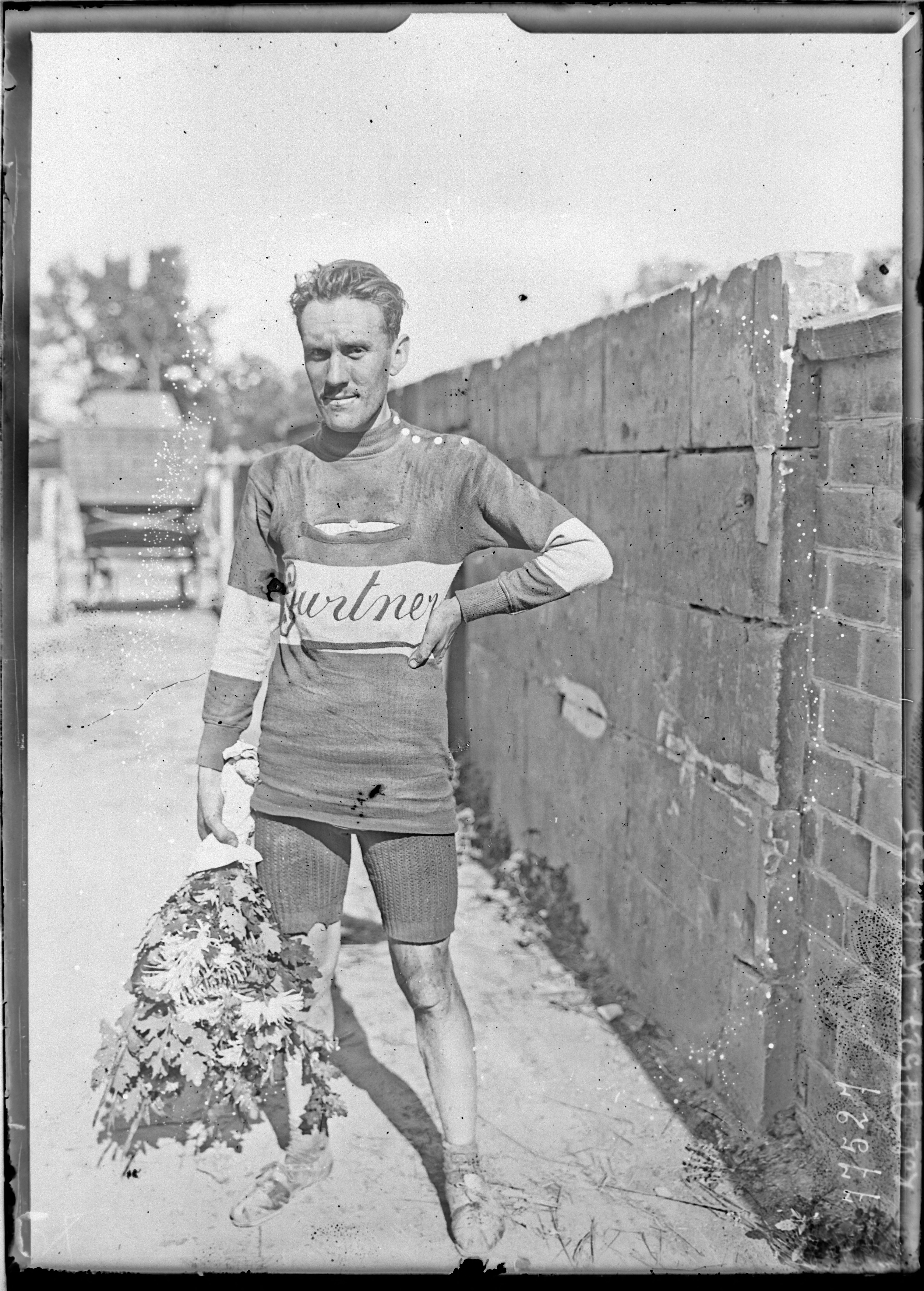
Jean Hillarion

Jean Auguste Jules Hillarion (* 4. Januar 1891 in Paris; † 21. Juli 1926 in Montélimar) war ein französischer Radrennfahrer.

## Sportliche Laufbahn
Hillarion siegte als Amateur in den Eintagesrennen Paris–Beaugency 1912 und Paris–Dieppe 1919. 
Von 1920 bis 1926 fuhr er als Unabhängiger und als Berufsfahrer. Seinen ersten Vertrag als Profi hatte er mit dem Radsportteam Aiglon-Hutchinson. 1920 gewann er den Circuit de Paris, 1922 Paris–Bourganeuf und Paris–Soissons, 1923 die erste Austragung von Paris–Arras, 1924 Marseille–Lyon und Paris–Angers, 1925 erneut Paris–Bourganeuf. 1921 und 1924 siegte er im Circuit de l’Allier. 
Etappensiege holte er 1923 im Rennen Paris–Saint-Étienne (er wurde Zweiter der Gesamtwertung hinter Robert Jacquinot) und 1926 in der Tour du Sud-Est (zweifach). 1925 wurde er Dritter im Rennen Paris–Tours hinter dem Sieger Denis Verschueren. 
Paris–Reims 1921 beendete er als Zweiter hinter Robert Reboul. Zweiter wurde er auch bei Paris–Bourges 1922 und in der Tour du Vaucluse 1924.